# Serviciul de voluntariat al muzeului Ermitaj
Serviciul de voluntariat al muzeului Ermitaj din Sankt Petersburg (Rusia) oferă tuturor celor interesați posibilitatea de a participa la gestiunea acestui muzeu renumit. Acest program are ca scop atât de a ajuta în derularea activităților interne și externe ale Ermitajul, cât și de a funcționa ca un element de legătură între personalul muzeului și public, făcând cunoștințele experților accesibile vizitatorilor și comunității în general. Voluntarii pot, de asemenea, să propună propriile lor proiecte în legătură cu funcționarea muzeului.

## Misiune
Misiunea principală a Serviciului de voluntariat este de a familiariza tinerii cu patrimoniul cultural internațional prin accesul la colecțiile extinse ale Ermitajului. Acest program își propune să ajute generațiile tinere să înțeleagă care este valoarea acestui patrimoniu și să le insufle dorința de a îl prezerva. Serviciul de voluntariat implică elevii și studenții în diferite proiecte culturale, majoritatea legate de activitățile muzeului.

## Istoric
Cu puțin timp înainte de aniversarea a 300 de ani de la înființarea orașului Sankt Petersburg, Mihail Kojukovski a propus Ermitajului crearea unui serviciu de voluntariat care să ajute la organizarea festivităților dedicate acestui eveniment. În același timp, a început să caute oameni care să aibă experiență în crearea de programe educaționale și care ar fi interesați să participe la un asemenea proiect. Datorită eforturilor sale, Ermitajul a avut posibilitatea de a alege voluntari dintr-un grup de 150 de persoane pregătite să ajute la organizarea tricentenarului. Pe data de 23 mai 2003 un grup de voluntari purtând uniforme roșii a intrat în Ermitaj pentru prima dată, gata să dea o mână de ajutor. Mihail Kojukovski a fost numit director al noului serviciu de voluntariat, care, deși se afla încă la început, a pus deja în practică câteva proiecte în colaborare cu diferite departamente ale Ermitajului, ceea ce a permis voluntarilor să devină parte a personalului muzeului.

## Echipa
Echipa se află în continuă schimbare, deoarece primește noi voluntari tot timpul. Studenți, salariați, ruși, străini, tineri și persoane în vârstă lucrează împreună pentru a îmbunătăți modul de funcționare al Ermitajului. În momentul de față voluntarii implicați în program sunt din Rusia, Elveția, Statele Unite ale Americii, Germania, Franța, Spania, Italia, Polonia, România, Turcia, Liban, Brazilia și din numeroase alte țări. Fiecare voluntar se implică atât cât poate, în funcție de programul personal și de abilități. Printre voluntari se numără lingviști, specialiști în istoria artei, jurnaliști, profesori, informaticieni și persoane care lucrează în alte domenii, ce nu au legătură neapărat cu sfera culturală. De exemplu, un șofer de autobuz, un arahnolog și un dansator fac, de asemenea, parte din echipă. Aceasta primește voluntari cu diferite competențe, entuziasmul fiind singura calitate indispensabilă. După ce voluntarii părăsesc echipa, majoritatea păstrează legătura cu Ermitajul. De aceea, serviciul de voluntariat are în momentul de față o rețea extinsă de contacte în întreaga lume.

## Activități
Există diverse domenii de activitate ale serviciului de voluntariat în interiorul muzeului, printre care:
- întâmpinarea turiștilor și supraveghere: voluntarii întâmpină turiștii, le verifică biletele și îi ajută să se orienteze, furnizând informațiile necesare pentru ca vizita lor să se deruleze bine;
- implicarea în diferite proiecte științifice: voluntarii pot participa la restaurarea obiectelor din inventarul muzeului, la clasificarea și gestiunea lor sau la excavații arheologice;
- implicarea în pregătirea diferitelor publicații ale muzeului și menținerea corespondenței;
- crearea unor noi tehnologii de comunicare și proiecte multimedia;
- participarea la organizarea de seminarii și conferințe internaționale;
- traducerea diferitelor documente legate de funcționarea muzeului;
- predarea de limbi străine și organizarea unor ateliere de conversație;
- implicarea în transportul obiectelor de artă și instalarea expozițiilor.

## Proiecte

### WHY (World Hermitage & Youth)
World Hermitage & Youth este proiectul de referință al serviciului de voluntariat. Denumirea aleasă „WHY” (De ce?) este o metaforă care evidențiază tema principală a proiectului: „De ce este important ca generațiile tinere să conserve patrimoniul cultural?”. Prin acest proiect serviciul de voluntariat se implică în diferite programe de conservare, participând alături de alte asociații la conferințe și mese rotunde pe această temă. De exemplu, echipa ia parte la dezbaterea privind construcția unui zgârie-nori (Okhta Center) în Sankt Petersburg, punând accentul pe conservarea centrului istoric al orașului.

### Universitatea de vară a Ermitajului
Universitatea de vară a Ermitajului este rezultatul direct al proiectului WHY. Începând cu anul 2009, serviciul de voluntariat a organizat în fiecare an universitatea de vară în colaborare cu compania rusească Rosatom. Studenții, majoritatea din zone mai izolate ale Rusiei, sunt invitați să participe la o serie de evenimente și activități concepute pentru a îi informa cu privire la tradiția culturală. Odată cu participarea la universitatea de vară, mulți dintre ei se întâlnesc pentru prima dată cu conceptul de patrimoniu cultural.

### Proiectul Ropșa
Acesta a fost primul proiect pus în practică de către serviciul de voluntariat și are ca scop atragerea atenției asupra problemelor de conservare a patrimoniului arhitectural. În Ropșa (situat în sud-vestul orașului Sankt Petersburg) se află un palat inclus în Patrimoniul Mondial UNESCO. Voluntarii au luat parte la campania de conservare a palatului, pentru a evita distrugerea acestei clădiri. Au început prin a strânge informații despre istoria acestui loc, creând și o arhivă, și prin a organiza numeroase activități educaționale pentru a reda viață acestui loc. Însă proiectul cel mai important a fost crearea „muzeului pomului de Crăciun” în interiorul palatului, care ajută copii să înțeleagă istoria acestei tradiții.

### Concursuri și jocuri
Serviciul de voluntariat organizează în fiecare an diferite jocuri și concursuri pentru a prezenta școlarilor istoria și cultura lumii într-un mod cât mai atractiv. De exemplu, în februarie 2009, voluntarii au organizat un joc numit „Ziua scitului”, având ca temă cultura Pazyryk. Elevii au putut astfel să descopere această civilizație amuzându-se.
În  fiecare an se organizează concursuri cu caracter educațional, în colaborare cu diferite departamente ale muzeului și centrele școlare. La începutul fiecărei ierni, serviciul de voluntariat organizează un concurs de informatică pentru a-i încuraja pe școlarii să utilizeze noile tehnologii și să descopere, în același timp, mai multe lucruri despre istoria și cultura popoarelor antice. 
- Concursul „În garajul lui Nicolae al II-lea”, mai 2011
- Concursul „În pragul descoperirii”, decembrie 2010
- Concursul „Pe urmele zeilor olimpici”, aprilie 2010
- „Jocul voluntarilor”, decembrie 2009
- Jocul „Ziua scitului”, aprilie 2009
- Jocul „Epoca de gheață”, decembrie 2008
- Jocul „Evoluție”, decembrie 2008